# Levin Friedrich von Hacke
Levin Friedrich von Hacke (* 10. Januar 1713 oder 1714 auf Gut Genshagen; † 25. März 1785 in Stettin) war ein preußischer Generalleutnant, Chef des Infanterie-Regiments Nr .8, sowie Gouverneur von Stettin.

## Herkunft
Seine Eltern waren der kursächsische Hauptmann Levin Friedrich von Hacke (* 1673; † 11. Juni 1743) und Dorothea Sophia von Hacke aus dem Hause Pettus in Sachsen. Sein Vater war der Besitzer des Gutes Genshagen in der Mittelmark.

## Leben
Nachdem er beim Infanterieregiment „Glasenapp“ Nr. 1 und im Infanterieregiment „Kalkstein“ Nr. 25 von 1728 bis 1729 als Fahnenjunker gedient hatte, versetzte ihn König Friedrich Wilhelm wegen seiner ansehnlichen Körpergröße als Junker in das Potsdamer Leibregiment, die Riesengarde, bei welchem er 1738 Fähnrich wurde. Dort verblieb er auch unter König Friedrich II., der ihn bei der Reorganisation der Garden 1740 in das Leibgrenadiergarde Bataillon „Einsiedel“ Nr. 6 einrangierte, wo er 1741 Seconde-Lieutenant und 1743 Premierleutnant wurde. 1750 wurde Hacke, immer noch im gleichen Regiment, Stabs- und wirklicher Hauptmann, 1757 Major und 1762 Oberstleutnant. 1763 wurde er als Kommandeur zum Regiment „Leipziger“ Nr. 3 versetzt, 1765 zum Oberst, 1769 zum Chef des Regiments „Queis“ Nr. 8, 1770 zum Generalmajor, und 1781 zum Generalleutnant und Gouverneur von Stettin ernannt.
1744 ging er zum ersten Mal ins Feld und war bei der Belagerung von Prag dabei. In den folgenden Jahren kämpfte er dann bei Hohenfriedberg, wo er im Gesicht verwundet wurde und bei Soor. In der Schlacht bei Lobositz erlitt er eine Quetschung, als eine Stückkugel ihm den Rockschoß wegriss. Für seine Leistungen während dieser Schlacht erhielt er den Orden Pour le Mérite. Im Gefecht am Moysberg bei Görlitz wurde Hacke am Fuß verwundet und in der Schlacht bei Liegnitz ihm ein Pferd unter dem Leibe erschossen. Ferner beteiligte er sich an der Schlacht bei Torgau, dem Rückzug von Prag und der Belagerung von Dresden.
Immer noch unverheiratet, erlag er 1785 in Stettin einem Schlaganfall.
Er war seit 1784 Ritter des Hohen Ordens vom Schwarzen Adler, des höchsten preußischen Ordens, und Drost zu Sparrenberg.